# Fadel Jilal
Fadel Jilal (Casablanca, 4 marzo 1964) è un ex calciatore marocchino, di ruolo difensore.